# Terboyo Wetan
Terboyo Wetan is een bestuurslaag in het regentschap Semarang van de provincie Midden-Java, Indonesië. Terboyo Wetan telt 1717 inwoners (volkstelling 2010).